# Selena (jméno)
Selena je ženské křestní jméno, latinisovaná forma řeckého slova Seléné (Σεληνη), které znamená Měsíc. Seléné je též řeckou bohyní Měsíce.

## Domácké podoby
Sely, Sel, Selinka, Lena, Lenka, Seléne.

## Známé nositelky jména
- Selena Gomezová – americká zpěvačka a herečka
- Selena – americká zpěvačka